# 同志社大学文学部

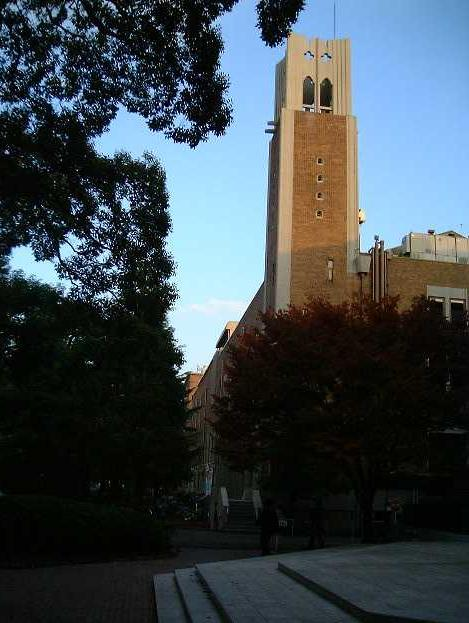
明徳館（今出川キャンパス）

同志社大学文学部（どうししゃだいがくぶんがくぶ、英称:Faculty of Letters）は、同志社大学に設置される文学部である。

## 概要

### 学部全体
同志社大学文学部は、校祖新島襄が1874年に帰国し、翌年1875年8月に「同志社」結社、1875年11月29日に官許設立した同志社英学校の創設を起源とする同志社大学内の学部である。五つの学科に分かれ、英文学科、哲学科、美学芸術学科、文化史学科、国文学科を擁する。
本大学の創立と同じ長さの歴史を持つ文学部では、さまざまな卒業生が輩出している。その中には、徳富蘇峰や徳富蘆花をはじめとして、星新一、小松左京とならびSF御三家と称される筒井康隆、『響け！ユーフォニアム』シリーズで知られる武田綾乃、泉鏡花文学賞を受賞した山尾悠子、芥川龍之介賞を受賞した藤野可織、直木三十五賞を受賞した山本兼一、門井慶喜、澤田瞳子、紫綬褒章及び旭日小綬章を受けた児童文学作家の今江祥智など幅広いジャンルにわたる作家がいる。また、高田早苗とともに早稲田政経学部の基礎を築くことになった安部磯雄、浮田和民、わが国初の心理学者である元良勇次郎、「日本哲学の父」とうたわれた大西祝（坪内逍遥とともに早稲田文科の礎を築いた）から、日本銀行第十三代総裁である深井英五、日本興業銀行第四代総裁である小野英二郎など文学界以外にもさまざまな人物を輩出する。
また、過去20年間での芥川龍之介賞・直木三十五賞の受賞者の大学別輩出は三位であり、前述した文学部出身の四名が受賞している（一位は早稲田大学、二位は慶應義塾大学）。

### 所在地
本学には大別して二つの校地があるが、本学部は京都市上京区にある今出川校地に置かれている。南方には京都御所があり、北では相国寺と隣接している。また、時雨亭文庫を擁する冷泉家邸宅の三方を今出川校地がすっぽりと囲うかたちで建っている。西へ歩いていくと西陣織で知られる西陣地区があり、南下を進めると四条に出る。東には鴨川が流れており、北に歩くと裏側に相国寺がある。

## 沿革
- 1875年9月 同志社英学校設立認可（11月開校）
- 1876年9月 同志社英学校に余科（神学科）を併置
- 1887年3月 『同志社文学雑誌』創刊（1895年の87号まで）[注釈 1]
- 1904年3月 同志社高等学部文科学校及び高等学部波理須理科学校を合併し、専門学校令による同志社専門学校高等英語部を設置
- 1912年4月 専門学校令による同志社大学を設置し、神学部、英文科、政治経済部、予科を置く
- 1913年10月 英文科卒業生に中等教員無試験検定資格を認定
- 1919年4月 英文科を文学部と改称
- 1920年4月 大学令による同志社大学を設置し、文学部（神学科、英文学科）と予科（3年制）及び大学院を置く
- 1922年4月 専門学校令による大学を同志社専門学校と改称再編し、神学部、英語師範部として置かれる
- 1926年4月 文学部神学科に神学専攻、倫理学専攻を置く
- 1927年4月 文学部に哲学科（哲学、倫理学及教育学、心理学専攻）を増設
- 1931年3月 文学部神学科に社会事業学専攻を設置
- 1933年2月 専門学校英語師範部を1部・2部制とする
- 1937年4月 専門学校英語師範部2部と神学部廃止（文学部神学科は存続）
- 1939年3月 専門学校英語師範部を高等英語部と改称
- 1940年4月 文学部哲学科倫理学及教育学専攻を倫理学、教育学専攻に分つ
- 1941年4月 文学部（神学科、英文学科、哲学科）を改制し、神学科（神学専攻）、文化学科（哲学倫理学、心理学、英語英文学、文芸学、厚生学専攻）を置く
- 1943年6月 神学科が日本西部神学校への合同を求められるもこれを拒否（同科は終戦まで存続）[3]
- 1944年4月 同志社専門学校高等英語部と法律経済部を統合し、同志社外事専門学校を設置。10月 大学文学部と法学部を統合し、法文学部（神学科、厚生学科、法経学科）を設置
- 1946年4月 法文学部を文学部（神学科、英文学科、文化学科、社会学科）と法経学部に再分離
- 1947年4月 文学部神学科が旧制神学部に改制し分つ
- 1948年4月 大学の既設学部及び予科を改編して新制大学を設置、神学部、文学部（英文学科、文化学科－哲学及倫理学専攻、教育学及心理学専攻、美学及芸術学専攻、文化史学専攻、社会学科－社会学専攻、社会福祉専攻、新聞学専攻）同志社外事専門学校を大学神学部や文学部に吸収
- 1952年4月 文学部社会学科社会福祉専攻を社会福祉学専攻と改称
- 1954年4月 学部に第2部（夜間4年制）を設置し、文学部（英文学科、文化学科－国文学専攻）が置かれる
- 1955年4月 文学部第1部文化学科に国文学専攻を増設
- 1966年4月 文学部社会学科に産業関係学専攻を増設
- 1967年4月 文学部文化学科教育学及心理学専攻を教育学専攻、心理学専攻に分つ
- 1986年4月 田辺校地（現・京田辺校地）開校
- 1997年4月 昼夜開講制を実施し、文学部（英文学科、文化学科国文学専攻）に夜間主コースを設置。文学部第１部を文学部に名称変更。文学部第２部（英文学科、文化学科国文学専攻）の募集を停止
- 2002年10月 文学部第2部英文学科廃止
- 2003年3月 文学部第2部文化学科国文学専攻廃止
- 2004年4月 文学部社会学科新聞学専攻をメディア学専攻に改称
- 2005年4月 文学部が文学部（英文学科、哲学科、心理学科、美学芸術学科、文化史学科、国文学科）と同志社大学社会学部（社会学科、社会福祉学科、メディア学科、産業関係学科、教育文化学科）に改組・再編
- 2007年4月 文学部英文学科、国文学科のコース制を廃止
- 2009年4月 心理学科が同志社大学心理学部心理学科として分つ
- 2013年4月 文学部の1・2年次教育を今出川校地に統合

## 学科
学科としては次の学科が置かれている。

### 哲学科
哲学科は、1927年（昭和2年）4月に同志社大学文学部内に設置された学科である。
1875年（明治8年）に新島襄は同志社を創立したが、創立にあたりキリスト教主義による「良心」に基づく道徳教育を重要視した。そして後の大学設立に向けての構想の中心に哲学思想の研究教育を置いたと言われる[1]。（『同志社大学設立の旨意』）
新島襄の哲学教育の構想に基づき、彼の教育を受けた者たちはのちの東京大学、京都大学、早稲田大学における哲学科創設に尽力した[4]。
学ぶ内容は、主として西洋哲学、倫理学である。（一部日本、東洋の思想を含む）
同志社大学の創始者である新島襄は哲学による教育を重んじたといわれ、新島の教育を受け思想界において活躍した人々として、
- 山崎為徳‐宗教家、教育者。開成学校（のちの東京大学）から同志社英学校に転校。
- 森田久万人‐熊本バンドの一人。
- 元良勇次郎‐日本で最初の心理学者。帝国大学教授。東京英和学校（後の青山学院）の設立に参画。
- 田中王堂-哲学者。早稲田大学文学部教授。専門は心理学、倫理学。
- 中島力造‐倫理学者。帝国大学教授。
- 大西祝‐哲学者。東京専門学校（のちの早稲田大学）において坪内逍遥とともに早稲田文科の礎を築く。「日本哲学の父」。
- 松本亦太郎‐心理学者。日本における実験心理学の祖。京都帝国大学教授。東京帝国大学教授。日本心理学会を創立し、初代会長に就任。
- 浮田和民‐熊本バンドの一人、思想家。早稲田大学高等師範部長。
- 徳富蘇峰‐思想家。
- 大島正徳‐哲学者。
- 蔵原惟郭‐政治学者、熊本英学校長、慶應義塾文学科教授（哲学概論・哲学史・倫理学担当）。
- 川辺治六‐慶應義塾文学科教授（哲学概論・倫理学担当）。
- 山川均‐思想家、社会運動家。
- 高畠素之‐社会思想家、哲学者。『資本論』初翻訳。

などが挙げられる。

## 出身者

### 作家・脚本家
- 赤神諒
- 阿奈井文彦
- 天野礼子
- 有本倶子
- 生田武志
- 今江祥智
- 上野瞭
- 遠藤明範
- 大崎知仁
- 大津一瑯
- 大前粟生
- 岡田貴久子
- 岡田美里
- 岡本好古
- 門井慶喜
- 桐山桂一
- 久我なつみ
- 黒岩重吾
- 黒崎緑
- 黒川創
- 権藤芳一
- 佐野徹夜
- 澤田瞳子
- 重森孝子
- 鈴木哲也
- 清水アリカ
- 高野澄
- 田口賢司
- 武田綾乃
- 鄭義信
- 塚本靑史
- 筒井康隆
- デビット・ゾペティ
- 徳富蘇峰
- 徳富蘆花
- 中村うさぎ
- 中西智明
- 中丸明
- 梨木香歩
- 野田峯雄
- 楢崎勤
- 萩尾瞳
- 秦恒平
- 花山多佳子
- 東多江子
- ひこ・田中
- 深津篤史
- 藤岡陽子
- 藤野可織
- 保阪正康
- 牧田真有子
- 牧野圭祐
- マキノノゾミ
- 松田青子
- 水上洋子
- 六塚光
- 山尾悠子
- 山本兼一
- 山本やよい
- 芳野昌之

### 漫画家
- 鈴木志保

### 詩人・歌人・俳人
- 青山霞村
- 池袋清風
- 児玉花外
- 高安月郊
- 松岡荒村
- 湯浅吉郎
- 佐々木幹郎
- 呉相淳
- 梅内美華子
- 小津夜景
- 正津勉
- 高柳誠
- 鄭芝溶
- 時里二郎
- 花山多佳子
- 尹東柱
- 森田進
- 吉野義子

### 芸術
- 千宗室(14代)‐普通部卒。千玄室(15代)は旧法経学部卒。
- 千宗室(16代)
- 前野博紀
- 金剛龍謹
- 三浦竹泉
- 栗原葉子
- 重森弘淹
- 高橋城
- 井上昭
- 上杉満生
- 東條政利
- 中村暁
- 平岡香純
- 小西通雄
- 池谷薫

### 軍人
- 有馬良橘

### 宗教
- 飯清

### 学者

#### 英学校
※詳細は同志社英学校「主な在籍者」を参照のこと。
- 山崎為徳
- 浮田和民
- 安部磯雄
- 徳富蘇峰
- 大西祝
- 岸本能武太
- 元良勇次郎
- 松本亦太郎
- 中島力造
- 村上直次郎
- 五島清太郎
- 森田久萬人
- 田中王堂
- 蔵原惟郭
- 留岡幸助

#### 英文科
- 森浩一
- 上野直蔵
- 越智文雄
- 斎藤勇
- 滝山季乃
- 足利惇氏
- 楳垣実
- 長田貴仁
- 金関寿夫
- 橋本福夫
- 原田敬一
- 児玉実英
- 中野雅至
- 渡辺武達
- 今尾哲也
- 薬師川虹一
- 村井知至
- 石黒昭博
- 勝山貴之
- 岩山太次郎

#### 哲学科
- 高田武四郎
- 川島秀一
- 工藤和男
- 椹木野依
- 長澤邦彦
- 吉田謙二
- 石川文康
- 村瀬学
- 松葉祥一
- 島田哲夫
- 藤井千春
- 林泰成
- 榊原達哉
- 山川偉也
- 加賀裕郎
- 林克樹
- 田端信廣
- 庭田茂吉
- 新茂之

#### 国文科
- 広川勝美

#### 美学芸術科
- 岡林洋
- 木下長宏

#### 心理学科
- 岸田綱太郎
- 倉戸ヨシヤ
- 荘厳舜哉
- 竹村和久

#### 社会学科
- 服部民夫
- 岩間伸之
- 大塩まゆみ
- 門奈直樹
- 八田恭昌
- 野々山久也

#### 文化学科
- 椹木野依
- 朧谷寿
- 鈴木直人
- 佐伯真一
- 岡林洋
- 加茂正典
- 藤井俊博
- 松浦良充

#### その他（学科不明）
- 家近良樹
- 白石太一郎
- 有賀鉄太郎
- 中川吉晴
- 中谷猛
- 酒詰仲男
- 住谷磬
- 内田智雄
- 米澤泉
- 千賀久
- 野辺地正之

### 実業家
- 深井英五
- 小野英二郎
- 小池聰行
- 魚谷雅彦
- 飯田望
- 河内一友
- 立石信雄‐弟の立石義雄は経済学部卒。
- 西井孝明
- 岩井良明
- 高城幸司
- 八馬望
- 秋田拓士

### 国会議員（現）
- 小寺裕雄
- 山本和嘉子
- 森本真治
- 吉川沙織

### 国会議員（元）
- 末広まきこ
- 山口富男

### 政治運動家
- 高畠素之
- 藤本敏夫
- 山川均

### アナウンサー
- 松井秀
- 久下真以子
- 石井亮次
- 八塚彩美
- 八木早希
- 中谷しのぶ
- 石田紗英子

### 俳優
- 吉良浩一
- 生瀬勝久
- 山口美砂
- 原知佐子
- 柳川慶子
- 藤木悠
- 林英世

### スポーツ
- 岡仁詩

### その他
- 坂本廣子（料理研究家）
- 石丸次郎（ビデオジャーナリスト）
- 池江泰寿
- 堀雅哉（ディレクター）
- 加藤隆生
- イズミカワソラ
- 浜村淳（タレント）
- 吹田明日香（タレント）
- 羽川英樹（タレント）
- 東ブクロ（さらば青春の光）（芸人）
- 屋敷裕政（ニューヨーク）（芸人）
- 粗品（霜降り明星）（芸人）
- 種ともこ
- 和泉修（芸人）
- 木村政雄（元吉本興業常務取締役）
- 久保田麻琴（ミュージシャン）
- 大野えり（ジャズ歌手）
- 楠瀬拓哉（ミュージシャン）
- 日野田直彦（教育者）